# Charles Gottlieb
Pour les articles homonymes, voir Gottlieb.
Charles Gottlieb, né le 25 octobre 1925 à Nancy, et mort le 8 mai 2015 à Cagnes-sur-Mer, est un résistant français, torturé, déporté et survivant de la Shoah.

## Biographie
Abraham Charles Gottlieb, né le 25 octobre 1925 à Nancy,.

Fils de juifs polonais, lorsqu'il est enfant, son père, ouvrier aux hauts-fourneaux près de Nancy, lui répète : 

« Embrasse le sol de la France chaque jour mon fils, c'est ce pays qui nous a accueillis »

Contraint de fuir la Lorraine, avec ses parents, son frère et sa sœur, il se réfugie à Lapalisse dans l'Allier avec ses parents, ils sont recueillis par une famille, M. et Mme Besson et en juin 1940, ne pouvant plus retourner à Nancy, les Besson leur proposent de s'installer dans leur seconde maison au Giraud, près de Lapalisse.
Charles Gottlieb entre dans la résistance à 16 ans, est arrêté par la Gestapo de Lyon, interrogé puis torturé par Klaus Barbie. Gottlieb est déporté à Auschwitz à l'âge de 19 ans, par le convoi no 78, en date du 11 août 1944 du camp de Drancy vers Auschwitz.
Dans la nuit du 17 au 18 janvier 1945, il part, avec les autres déportés, d’Auschwitz pour la marche de la mort, il marche 4 jours sans eau ni nourriture, il arrive jusqu’en Tchécoslovaquie et on le met sur des wagons plate-forme et il va jusqu’à Mauthausen vers le 25 janvier. Le matin du 7 mai 1945, les SS ne sont plus là et vers 11 h, il est libéré, à Ebensee par les américains, il pèse 38 kg.
Charles Gottlieb revient des camps de la mort, après un séjour de convalescence à Nice, il revient à Nancy. Il exerce différents métiers, chineur, prêt-à-porter, fabrication de robes de jersey. Il se marie avec Estelle, et à deux enfants, un garçon et une fille.
En 1980, il prend sa retraite et, avec son épouse, il part s'installer à Nice où, à partir de 2004, il témoigne régulièrement les horreurs d'Auschwitz aux collégiens pour le devoir de mémoire.
Il accompagne aussi souvent des élèves à Auschwitz. Charles Gottlieb a reçu la distinction de "Personnalité de l'année 2014" par le Conseil général des Alpes-Maritimes et citoyen d'honneur de la ville de Nice. 
Il meurt le 8 mai 2015, à Cagnes-sur-Mer,, 70 ans après la victoire des alliés sur l'Allemagne nazie.

## Distinctions
Charles Gottlieb est nommé officier de l'ordre national de la Légion d'honneur en 2010 et nommé citoyen d’honneur de la ville de Nice.

## Publication
Charles Gottlieb a écrit son expérience dans un livre intitulé ; Récit de vie, édité en 2011 par le Conseil Général des Alpes Maritimes.